# 267017 Yangzhifa
267017 Yangzhifa è un asteroide della fascia principale. Scoperto nel 1995, presenta un'orbita caratterizzata da un semiasse maggiore pari a 2,3430160 au e da un'eccentricità di 0,2329076, inclinata di 1,76520° rispetto all'eclittica.
L'asteroide è dedicato al contadino cinese Yang Zhifa che, nel 1974, scoprì il mausoleo di Qin Shi Huang.